# Tony Jacklin
Tony Jacklin, född 7 juli 1944 i Scunthorpe i Lincolnshire, är en engelsk golfspelare som var den mest framgångsrike brittiske spelaren i sin generation.
Jacklin vann två majors. 1969 blev han den förste brittiske spelaren på 18 år som vann The Open Championship. Året efter vann han US Open. Det var den första brittiska segern i den tävlingen sedan 1920 och fram till 2008 är det fortfarande den enda europeiska segern sedan andra världskriget.
Han vann 10 tävlingar på PGA European Tour mellan 1970 och 1982. Han vann även tävlingar i USA, Sydamerika, Sydafrika och Australasien.
Jacklin är dock kanske mest känd för sitt engagemang i Ryder Cup. Han var medlem i Storbritannien/Irlands lag 1967, 1969, 1971, 1973, 1975 och 1977 och i det första europeiska laget 1979. Förutom en delad match 1969 besegrades alla dessa lag men som icke spelande kapten för det europeiska laget i fyra Ryder Cup i rad vann laget 1985 och 1987 och delade matchen 1989. Detta ansåg Jacklin själv var en större bedrift än sina majorsegrar. Segern 1985 var den första på 28 år och segern 1987 var den första segern i USA för Europa sedan andra världskriget.
Jacklin drog sig tillbaka från tävlingsgolfen när han var 60 år efter att ha vunnit några tävlingar på seniornivå. Han är PGA:s hedersordförande på livstid.

## Meriter

### Majorsegrar
- 1969 The Open Championship
- 1970 US Open

### Segrar på Europatouren
- 1970 W.D. & H.O. Wills
- 1971 Benson & Hedges Festival
- 1972 Viyella PGA Championship
- 1973 Italian Open, Dunlop Masters
- 1974 Scandinavian Enterprise Open
- 1976 Kerrygold International Classic
- 1979 Braun German Open
- 1981 Billy Butlin Jersey Open
- 1982 Sun Alliance PGA Championship

### Övriga segrar
- 1964 Coombe Hill Assistants
- 1966 Kimberley Tournament (Sydafrika)
- 1967 Forest Products (Nya Zeeland), New Zealand PGA Championship
- 1968 Greater Jacksonville Open (USA)
- 1970 Lancome Trophy (Frankrike)
- 1972 Greater Jacksonville Open (USA), Dunlop International
- 1973 Bogotá Open, Los Lagartos Open
- 1974 Los Lagartos Open
- 1976 Kerrygolf International (Irland)
- 1979 Venezuela Open

### Seniorsegrar
- 1994 First Bank of America Classic
- 1995 Franklin Quest Championship (USA)

### Utmärkelser
- 1970 Officer of British Empire